# V421 Большого Пса
V421 Большого Пса (лат. V421 Canis Majoris) — одиночная переменная звезда в созвездии Большого Пса на расстоянии (вычисленном из значения параллакса) приблизительно 32357 световых лет (около 9921 парсека) от Солнца. Видимая звёздная величина звезды — от +10,73m до +10,55m.

## Характеристики
V421 Большого Пса — жёлто-белая эруптивная неправильная переменная звезда (I) спектрального класса F5. Эффективная температура — около 3200 К.